# TAKEWON
테이크원(Take Won, 본명: 김태균, 1991년 12월 7일 ~ )은 대한민국의 래퍼이다.

## 출연작
- 《Show Me The Money 1》 - (2012년) : 최종 3위
- 《Show Me The Money 8》 - (2019년) : 특별 심사위원
- 《Show Me The Money 9》 - (2020년) : 릴보이 'Bad News Cypher vol.2' 피쳐링
- 《Show Me The Money 11》 - (2022년) : Top32